# Dolpa (dystrykt)

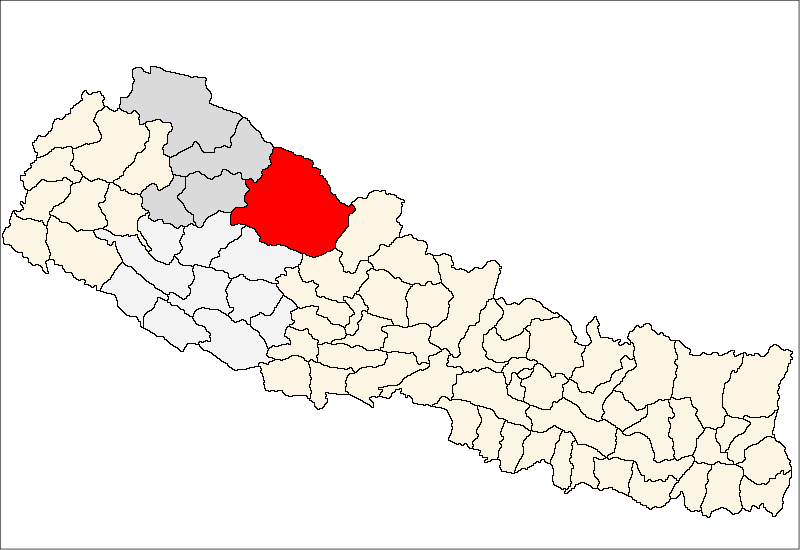
Dystrykt Dolpa

Dystrykt Dolpa (nep. डोल्पा) – jeden z siedemdziesięciu pięciu dystryktów Nepalu. Leży w strefie Karnali. Dystrykt ten zajmuje powierzchnię 7889 km², w 2001 r. zamieszkiwało go 29 545 ludzi. Stolicą jest Dunai.